# Vitry-Laché
Vitry-Laché település Franciaországban, Nièvre megyében. Lakosainak száma 101 fő (2022. január 1.).

## Fekvése
Vitry-Laché Guipy, Bazolles, La Collancelle, Crux-la-Ville, Pazy és Saint-Révérien községekkel határos.

## Népesség
A település népessége az elmúlt években az alábbi módon változott:
| Lakosok száma | 99   | 88   | 86   | 82   | 80   | 80   | 87   | 94   | 101  |
|               | 2013 | 2015 | 2016 | 2017 | 2018 | 2019 | 2020 | 2021 | 2022 |